# Anselmo Vasconcelos
Anselmo Carneiro Almeida Vasconcelos (Rio de Janeiro, 1° de dezembro de 1953) é um ator brasileiro de cinema, teatro e televisão.
Já participou de mais de 50 filmes, entre os quais se destacam: Se segura, malandro!, de  1978, e Bar Esperança, o último que fecha, de 1983, ambos de Hugo Carvana; A república dos assassinos, de 1979, de Miguel Faria Jr., e Brasília 18%, de 2006, de Nelson Pereira dos Santos, entre outros.
Na televisão, participou de telenovelas e minisséries, no humorístico Bronco, exibido pela Band, e atualmente atua na novela Genesis e Reis da Rede Record

## Carreira

### Na televisão
| Ano       | Título                                   | Papel                       | Nota                                |
| --------- | ---------------------------------------- | --------------------------- | ----------------------------------- |
| 1978      | Ciranda Cirandinha                       | Tavito                      | Episódio: "Porque Hoje é Sábado"    |
| 1979      | Plantão de Polícia                       | —                           | Episódio: "Sete Dias Para Morrer"   |
| 1980      | O Bem-Amado                              | Boca de Tramela             |                                     |
| 1981      | Brilhante                                | Tavares                     |                                     |
| 1981      | Obrigado Doutor                          | —                           |                                     |
| 1982      | Sítio do Picapau Amarelo                 | Serapião                    |                                     |
| 1983      | Eu Prometo                               | Jair                        |                                     |
| 1984      | Transas e Caretas                        | Ronaldo                     |                                     |
| 1985      | Um Sonho a Mais                          | Edgar Chaves / Edson Chaves |                                     |
| 1986      | Anos Dourados                            | Capitão Serpa               |                                     |
| 1987–1990 | Bronco                                   | Chacal de Souza             |                                     |
| 1990      | Araponga                                 | Bitola                      |                                     |
| 1991      | Amazônia                                 | Ezequiel                    |                                     |
| 1991      | Salomé                                   | Capivara                    |                                     |
| 1993–1999 | Você Decide                              | Vários Personagens          |                                     |
| 1994      | A Viagem                                 | Presidiário                 | Participação especial               |
| 1994      | Incrível, Fantástico, Extraordinário     | Vampiro                     | Episódio: "O Medo"                  |
| 1995      | Engraçadinha: Seus Amores e Seus Pecados | Nelson                      |                                     |
| 1996      | A Vida Como Ela é...                     | Homem no lotação            | Episódio: "A Dama do Lotação"       |
| 1996      | Caça Talentos                            | Tony Dark                   | Episódio: "Tô de Luto por Você"     |
| 1997      | Caça Talentos                            | Tony Dark                   | Episódio: "Especial de Férias"      |
| 1997      | A Justiceira                             | Paco                        |                                     |
| 1997      | Mandacaru                                | Coronel Fontes              |                                     |
| 1997      | Sai de Baixo                             | Bartolomeu                  | Episódio: "A Maldição de Ribamar"   |
| 1998      | Brida                                    | Henrique                    |                                     |
| 1998      | Corpo Dourado                            | Naldo                       |                                     |
| 1998      | Hilda Furacão                            | Jabuti                      |                                     |
| 1998      | Pecado Capital                           | Jomar                       |                                     |
| 2000      | Esplendor                                | Rajão                       |                                     |
| 2001–2015 | Zorra Total                              | Vários Personagens          |                                     |
| 2009      | Toma Lá, Dá Cá                           | Antônio Carlos              | Episódio: "A Alma Boa do Bloco H"   |
| 2012      | Pilotos MTV                              | Fausto Okner                | Episódio: "Edifício 256"            |
| 2014      | Gentalha                                 | Gerson                      | Episódio: "A Dívida"                |
| 2015      | As Canalhas                              | Magalhães                   | Episódio: "Julieta"                 |
| 2015–2020 | Zorra                                    | Vários personagens          |                                     |
| 2015–2019 | República do Peru                        | Síndico Gustavão            |                                     |
| 2016      | E Aí... Comeu?                           | Dr. Aranha                  | Episódio: "Fratello"                |
| 2018      | Os Suburbanos                            | Rolando Rebello             | Episódio: "A Origem"                |
| 2018      | Treme Treme                              | Pirarucu                    | Episódios: "7", "14 e "26"          |
| 2021      | Gênesis                                  | Ismael (idoso)              | Fase: Jacó                          |
| 2022      | Reis                                     | Guedór, Rei dos Filisteus   | Fase: A Decepção                    |
| 2022      | Cara e Coragem                           | Milton Figueira             |                                     |
| 2025      | Garota do Momento                        | Alberto Honório (Tio Bob)   | Episódios: "31 de março–5 de abril" |
| 2025      | Tremembé                                 | Roger Abdelmassih           |                                     |

### No cinema
| Ano  | Título                                      | Papel                 |
| ---- | ------------------------------------------- | --------------------- |
| 1978 | Fim de Festa                                | Valentim              |
| 1978 | Se Segura, Malandro                         | Beto                  |
| 1978 | J.J.J., O Amigo do Super-Homem              |                       |
| 1978 | O Escolhido de Iemanjá                      |                       |
| 1978 | Tudo Bem                                    |                       |
| 1979 | A República dos Assassinos                  |                       |
| 1979 | Eu matei Lúcio Flávio                       |                       |
| 1979 | Terror e Êxtase                             |                       |
| 1979 | Amante Latino                               |                       |
| 1980 | Perdoa-me por Me Traíres                    |                       |
| 1980 | Consórcio de Intrigas                       |                       |
| 1981 | Eles Não Usam Black-Tie                     |                       |
| 1981 | O Torturador                                |                       |
| 1982 | O Segredo da Múmia                          | Runamb                |
| 1983 | Bar Esperança                               |                       |
| 1983 | O Bom Burguês                               |                       |
| 1985 | Chico Rei                                   |                       |
| 1985 | Tropclip                                    |                       |
| 1985 | Urubus e Papagaios                          |                       |
| 1990 | A Rota do Brilho                            |                       |
| 1991 | A Maldição do Sanpaku                       |                       |
| 1994 | Boca                                        |                       |
| 1995 | Sombras de Julho                            |                       |
| 1995 | Yemanján tyttäret                           |                       |
| 1996 | Quem Matou Pixote?                          |                       |
| 1996 | Sambolico                                   |                       |
| 1997 | O Homem Nu                                  |                       |
| 1998 | Vox Populi (curta-metragem)                 |                       |
| 1999 | O Dia da Caça                               | Lopes                 |
| 2001 | Condenado à Liberdade                       | Detetive Osmar        |
| 2003 | Apolônio Brasil, Campeão da Alegria         | Apresentador de rádio |
| 2005 | O Xadrez das Cores (curta-metragem)         |                       |
| 2006 | Brasília 18%                                | Coelho Neto           |
| 2006 | Madrugada de Inverno (curta-metragem)       |                       |
| 2006 | O Farol de Santo Agostinho (curta-metragem) |                       |
| 2007 | Primo Basílio                               | Policial              |
| 2007 | Último Páreo                                |                       |
| 2007 | It's A Very Nice Pra Xuxu                   |                       |
| 2007 | O Jogador                                   |                       |
| 2007 | República dos Ratos                         |                       |
| 2009 | Tempos de Paz                               | João                  |
| 2011 | Réquiem para Laura Martin                   | O Maestro             |
| 2011 | Chico Xavier                                | Perácio               |
| 2017 | Gente Igual a Você (curta-metragem)         |                       |
| 2019 | O Amor Dá Trabalho                          | chefe do limbo        |
| 2021 | O Silêncio da Chuva                         | Cláudio Lucena        |
| 2025 | A Lista                                     | Auricélio             |